# Gasolja
Gasolja är ett mellantungt råoljedestillat som utgör grunden för lätta eldningsoljor samt dieselbrännolja. Fraktionen är tyngre än kerosinfraktionen, men lättare än bitumen och destillationsrest.
Gasoljan delas in i lätt gasolja, som blir till dieselbränsle och eldningsolja för utomhuslagring (E32), tung gasolja används vanligen som eldningsolja för inomhuslagring (E10) och som bunkerbränsle inom sjöfarten. Den tyngsta fraktionen av gasolja vakuumdestilleras och brukar benämnas som vakuumgasolja, eller eldningsolja 3. WRD och Ultra LS är ytterligare nämn för denna fraktion.
Av den lätta gasoljefraktionen går det mesta vidare inom raffinaderiet för att upparbetas i petrokemiska processer till diesel miljöklass 1, bl a genom en enhet benämns SynSat. Denna enhet tar bort aromaterna ur bränslet, vilket gör att dieseln ryker mindre vid förbränning samtidigt som dess cancerogena egenskaper försvinner.